# أماندا ديتمير
أماندا ديتمير (بالإنجليزية: Amanda Detmer) هي ممثلة أمريكية، ولدت في 27 سبتمبر 1971 في الولايات المتحدة.

## أعمال

### أفلام
- (2000) الوجهة النهائية 1[5]
- (2001) الملكي[6]
- (2002) كاذب كبير جدا
- (2006) أنت وأنا ودوبري[7]
- (2011) الوجهة النهائية 5

### مسلسلات
- ميامي

## وصلات خارجية
- أماندا ديتمير على موقع IMDb (الإنجليزية)
- أماندا ديتمير على موقع روتن توميتوز (الإنجليزية)
- أماندا ديتمير على موقع ألو سيني (الفرنسية)
- أماندا ديتمير على موقع أول موفي (الإنجليزية)
- أماندا ديتمير على موقع قاعدة بيانات الأفلام السويدية (السويدية)
- أماندا ديتمير على موقع إن إن دي بي (الإنجليزية)
- أماندا ديتمير على موقع قاعدة بيانات الفيلم (الإنجليزية)
- أماندا ديتمير على موقع كينوبويسك (الروسية)